# Osage (Oklahoma)
Osage es un pueblo ubicado en el condado de Osage en el estado estadounidense de Oklahoma. En el año 2010 tenía una población de 	156 habitantes y una densidad poblacional de 	195 personas por km².

## Geografía
Osage se encuentra ubicado en las coordenadas 36°17′38″N 96°25′04″O / 36.293820, -96.417777.

## Demografía
Según la Oficina del Censo en 2000 los ingresos medios por hogar en la localidad eran de $25,125 y los ingresos medios por familia eran $24,375. Los hombres tenían unos ingresos medios de $26,500 frente a los $30 000 para las mujeres. La renta per cápita para la localidad era de $15,875. Alrededor del 21.8% de la población estaban por debajo del umbral de pobreza.